# Hockenhorn
L'Hockenhorn (3.293 m s.l.m.) è una montagna delle Alpi Bernesi che si trova tra il Canton Berna ed il Canton Vallese.

## Collocazione
La montagna si trova a nord della Lötschental ed a sud del Kanderfirn.

## Salita alla vetta
La montagna fu salita per la prima volta nel 1840 ad opera dell'alpinista inglese Arthur Thomas Malkin. Oggi la vetta è raggiungibile da escursionisti esperti.